# Feria de Acapulco
La denominada feria de Acapulco era un festejo y evento comercial que se realizaba durante la época del virreinato de Nueva España en la ciudad de Acapulco, México, con motivo de la llegada a puerto del galeón de Manila (también llamado Nao de Manila).
El galeón de Manila era un galeón que transportaba mercaderías provenientes de Manila, las cuales eran desembarcadas, cargadas en carretas y transportadas por tierra a Veracruz o Ciudad de México, donde se las volvían a embarcar para ser transportadas a Europa.  Se le daba tanta trascendencia al evento que ni bien se sabía que el galeón estaba en proximidades de la costa en las iglesias de México se rezaban plegarias. La nueva del arribo del galeón la debía comunicar al virrey un hombre con el título “de Pliegos” que viajaba a bordo y luego de comunicar el arribo el virrey ordenaba un repique general de campanas.
A causa del creciente contrabando, a partir del siglo XVIII se dispuso que una vez que la nave estuviera cerca de las costas la misma fuera vigilada, y se prohibió que embarcaciones salieran a recibirla ya que a veces se arrojaba mercancías por la borda que no estaban registradas. 
Al respecto el explorador y viajero alemán  Alejandro de Humboldt escribió:
"Luego de que llega a México la noticia de haberse avistado el galeón en las costas, se cubren de gente los caminos de Chilpancingo y Acapulco; los comerciantes se dan prisa para ser los primeros a tratar con los sobrecargos que llegan de Manila. Ordinariamente se reúnen algunas casas poderosas de México para comprar todos los géneros juntos y ha sucedido venderse el cargamento antes que en Veracruz se tuviese noticia del galeón. Esta compra se hace casi sin abrir bultos. Es menester confesar que este comercio entre dos países, tres mil leguas distantes uno de otro, se hace con bastante buena fe, y tal vez aun con más honradez que el comercio entre algunas naciones de la Europa civilizada."

## La feria
El arribo del galeón de Manila a Acapulco constituía el acontecimiento más importante del virreinato. Comerciantes de todo el virreinato y hasta de otros virreinatos se trasladaban a este evento. Con la feria se realizaba la descarga del galeón, se verificaba la carga y se definía el monto de impuestos a abonar, y finalmente daba comienzo al trapicheo y negociación por las mercancías. Hasta mediados del siglo XVI llegaban a la feria comerciantes del Perú, hasta que se prohibió esta práctica.